# Emmanuel Nartey
Emmanuel Nartey (Acra, 18 de abril de 1983) es un deportista ghanés que compitió en judo. Ganó una medalla de bronce en los Juegos Panafricanos de 2015, y una medalla de bronce en el Campeonato Africano de Judo de 2013.

## Palmarés internacional
| Juegos Panafricanos | Juegos Panafricanos               | Juegos Panafricanos | Juegos Panafricanos |
| Año                 | Lugar                             | Medalla             | Categoría           |
| ------------------- | --------------------------------- | ------------------- | ------------------- |
| 2015                | Brazzaville (República del Congo) | Medalla de bronce   | –73 kg              |
| Campeonato Africano |                                   |                     |                     |
| Año                 | Lugar                             | Medalla             | Categoría           |
| 2013                | Maputo (Mozambique)               | Medalla de bronce   | –73 kg              |